# Andrij Pylypčuk
Andrij Pylypčuk (in ucraino Андрій Пилипчук?; 29 maggio 2002) è un combinatista nordico ucraino.

## Biografia
Attivo dal gennaio del 2019, Pylypčuk ha esordito ai Campionati mondiali a Oberstdorf 2021, dove non ha completato la gara nel trampolino normale, e ai Mondiali di Planica 2023 si è classificato 45º nel trampolino normale, 47º nel trampolino lungo e 10º nella gara a squadre; non ha debuttato in Coppa del Mondo né ha preso parte a rassegne olimpiche. 